# パラドックス定数
パラドックス定数は、日本の劇団。主宰は野木萌葱。1998年に演劇ユニットとして結成。2007年にメンバーの固定化を受け劇団化。

## メンバー
- 野木萌葱（主宰／作家／演出）
- 植村宏司
- 小野ゆたか
- 十枝大介

## 受賞歴
- 2019年、第26回読売演劇大賞優秀演出家賞（野木萌葱個人、『７３１』『Nf3Nf6』）[2]